# Бинау
Бинау (њем. Binau) општина је у њемачкој савезној држави Баден-Виртемберг. Једно је од 27 општинских средишта округа Некар-Оденвалд. Према процјени из 2010. у општини је живјело 1.402 становника. Посједује регионалну шифру (AGS) 8225010.

## Географски и демографски подаци
Бинау се налази у савезној држави Баден-Виртемберг у округу Некар-Оденвалд. Општина се налази на надморској висини од 253 метра. Површина општине износи 4,8 km².

## Становништво
У самом мјесту је, према процјени из 2010. године, живјело 1.402 становника. Просјечна густина становништва износи 290 становника/km².